# Super Mario Galaxy 2
Super Mario Galaxy 2 (In Japan: スーパーマリオギャラクシー 2, oftewel: Sūpā Mario Gyarakushī Tsu) is een driedimensionaal computerspel voor de Wii, ontwikkeld en uitgegeven door Nintendo. Het platformspel is het vervolg op Super Mario Galaxy, dat reeds eerder op de Wii verscheen en een zeer uitbundig succes is geworden. In Super Mario Galaxy 2 zullen Mario en Luigi voor de tweede keer de ruimte moeten doorkruisen om Princess Peach weer uit de handen van Bowser te redden, nu met onder andere Yoshi. Het spel is op 11 juni 2010 in Europa uitgekomen met meer uitdagingen dan in het eerste deel. Het spel werd aangekondigd tijdens de E3-persconferentie van Nintendo op 2 juni 2009. Super Mario Galaxy 2 is een van de hoogst scorende games aller tijden. Bij IGN scoorde het spel 100%.

## Overzicht
Het spel lijkt erg veel op zijn voorganger, maar er zijn ook nieuwe dingen.
In Super Mario Galaxy 2 heeft Super Mario Galaxy  nooit plaatsgevonden en Mario ontdekt alles dus voor de eerste keer. Mario krijgt in dit spel hulp van Yoshi en men kan ook als Luigi spelen, hoewel men Bowser voor de laatste keer in dit spel moet verslaan om Luigi te ontgrendelen. De Super Guide-functie van New Super Mario Bros Wii is weer van toepassing, al heet het de 'Cosmic Spirit'. Super Mario Galaxy 2 verschilt wel van Super Mario Galaxy. In Super Mario Galaxy 2 is er geen overwereld, de speler krijgt wel een planeet die als transport door ruimte dient, ter beschikking: Starship Mario. De planeet heeft de vorm van Mario's hoofd en het evolueert naarmate het spel vordert. Hoe verder de speler in het spel zit, hoe meer wezens op de planeet leven waarmee hij kan communiceren. De Toad Brigade van het eerste spel doet ook mee.
Super Mario Galaxy 2 bestaat uit zeven werelden met daarin meerdere sterrenstelsels. Aan het einde van elke wereld moet de speler altijd een eindbaas verslaan. De laatste wereld is pas beschikbaar wanneer Bowser wordt verslagen in het laatste gevecht. Als de 120 gele sterren zijn verzameld, moet Bowser opnieuw worden verslagen. Wanneer dat is gelukt, komt er een nieuwe uitdaging vrij: het verzamelen van de 120 groene sterren. Als ook alle groene sterren zijn verzameld, wordt het laatste sterrenstelsel vrijgespeeld, de Grand Master Galaxy. Als de speler daarna ook nog 9999 Starbits op de Toad-bank zet, wordt ook het laatste level vrijgespeeld. Zodra dit level ook is behaald, heeft de speler alle 242 'Power Stars' verzameld en is het spel daadwerkelijk uitgespeeld en krijgt de speler de titel "Master of Galaxies".

### Multiplayer-functie
Net zoals zijn voorganger, heeft Super Mario Galaxy 2 ook een multiplayer-functie. Deze is echter uitgebreider dan die in het eerste deel. In deze zogenaamde Co-star-stand speelt de tweede speler een Luma die nu ook vijanden kan verslaan, munten kan pakken en levens geven.

### Power-ups
In Super Mario Galaxy 2 keren alle power-ups van het eerste deel terug, met uitzondering van de Ice Flower en de Red Fly Star. Daarnaast hebben Mario en Luigi de beschikking over drie nieuwe power-ups, te weten: de Cloud Flower (waarmee Mario en Luigi op wolken kunnen lopen en ze zelfs kunnen creëren), de Rock Mushroom, (waarmee Mario en Luigi in een rots kunnen veranderen en door te rollen vijanden en obstakels kunnen vernietigen), de Spin-Dig (waarmee ze recht door de grond kunnen boren) en de groene schild (waarmee Mario en Luigi kunnen gooien om vijanden te verslaan of om sneller te zwemmen).

### Yoshi's Power-ups
Yoshi heeft 3 Power-ups. Dash Yoshi (Yoshi kan voor een bepaalde tijd sneller rennen en kan op muren rennen), Blimp Yoshi (Yoshi zweeft als een ballon omhoog voor een bepaalde tijd), Bulb Yoshi (Yoshi verlicht zijn omgeving voor een bepaalde tijd en binnen deze tijd kan Yoshi onzichtbare paden zien en er op lopen).

### Werelden
| Wereld  | Sterrenstelsels |
| ------- | --- |
| World 1 | Sky Station Galaxy, Yoshi Star Galaxy, Spin-dig Galaxy, Flip Swap Galaxy, Fluffy Bluff Galaxy, Rightside Down Galaxy, Bowser Jr's Fiery Flotilla            |
| World 2 | Puzzle Plank Galaxy, Hightail Falls Galaxy, Boulder Bowl Galaxy, Wild Glide Galaxy, Honeybloom Galaxy, Cosmic Cove Galaxy, Bowser's Lava Lair               |
| World 3 | Cloudy Court Galaxy, Tall Trunk Galaxy, Haunty Halls Galaxy, Freeze Flake Galaxy, Beat Block Galaxy, Rolling Masterpiece Galaxy Bowser Jr.'s Fearsome Fleet |
| World 4 | Supermassive Galaxy, Sweet Mystery Galaxy, Honeyhop Galaxy, Flipsville Galaxy, Starshine Beach Galaxy, Chompworks Galaxy, Bowser's Gravity Gauntlet         |
| World 5 | Space Storm Galaxy, Upside Dizzy Galaxy, Boo Moon Galaxy, Slipsand Galaxy, Fleet Glide Galaxy, Shiverburn Galaxy, Bowser Jr.'s Boom Bunker                  |
| World 6 | Melty Monster Galaxy, Clockwork Ruins Galaxy, Throwback Galaxy, Flash Black Galaxy, Slimy Spring Galaxy, Battle Belt Galaxy, Bowser's Galaxy Generator      |
| World S | Mario Squared Galaxy, Rolling Coaster Galaxy, Twisty Trails Galaxy, Stone Cyclone Galaxy, Boss Blitz Galaxy, Flip-out Galaxy, Grand Master Galaxy           |

## Trivia
- Het spel is opgenomen in het boek 1001 Video Games You Must Play Before You Die van Tony Mott.